# Gorgonocephalus caputmedusae
Gorgonocephalus caputmedusae is een slangster uit de familie Gorgonocephalidae.
De wetenschappelijke naam van de soort werd in 1758 als Asterias caputmedusae gepubliceerd door Carl Linnaeus.